# A szeleniták titka, avagy utazás a Holdra
A szeleniták titka, avagy utazás a Holdra, régi szinkron: A holdlakók titka (eredeti cím: Le secret des sélénites, szó szerint: A szeleniták titka) 1984-ben bemutatott francia animációs sci-fi filmvígjáték, melyet Jean Image írt és rendezett. A Münchhausen báró csodálatos kalandjai című, Gottfried August Bürger Münchhausen báró kalandjai című regényéből készült 1979-es film folytatása.
Franciaországban 1984. február 1-jén, Magyarországon 1984. április 19-én mutatták be a mozikban. Új magyar szinkronnal 2010. május 2-án a Duna TV-n sugározták a televízióban.

## Cselekmény
Sirius, a csillagász 1787-ben felfedezi, hogy van élet a Holdon, és a holdlakók egy titkot rejtegetnek. A holdlakók titka az örök élet talizmánja, akinek egy ilyen talizmán a birtokába kerül, az halhatatlanná válik. Sirius felkeresi unokaöccsét Münchausen bárót. Sirius elárulja Münchausen bárónak, amit felfedezett. Sirius megkéri Münchausen bárót, hogy hozzon neki egyet az örök élet talizmánjából. Münchausen báró megígéri neki, hogy elhozza az örök élet talizmánját.
Münchausen báró összehívja barátait egy hajóra. Münchausen báró barátai Nimród, Széltoló, Fülelő, Nyargaló és Herkules. Elindulnak a kapitánnyal és a legénységgel hajóútjukra. Útközben szórakoznak egyet közösen, míg a kapitány vezeti a hajót. A tengeren hirtelen nagy hőség kerekedik, és Széltoló hatalmas szelet fúj a hajón, amitől majdnem elrepülnek a többiek.
Három hőlégballont tesznek fel a hajóra. A kapitány ekkor megkérdezi, hogy merre tartanak. Mikor Münchausen báró elárulja, hogy először a Viharszelek óceánjára tartanak, és utána a Holdra, a kapitány abban a pillanatban megfutamodik. Ettől a pillanattól kezdve a kapitány a legénységgel együtt nem akar tovább velük tartani. Kiszállnak egy mentőcsónakkal, mielőtt a viharszelek óceánjára érnének. Münchausen báró ad nekik egy térképet és visszafordulnak. Egy közeli félszigethez mennek és utána haza. A többiek pedig mennek tovább, és folytatják útjukat.
Nimród és Fülelő felmennek az árbócra, és észreveszik, hogy két nagy fekete felhők közeledik. Egy nem szemes és egy szemes felhő érkezik. Mikor megérkeznek a vihar szelek óceánjára, a két felhő nagy vihart fúj nekik. Hajójuk egy helyen megsérül és megjavítják. Mikor megmenekülnek a vihar felrepíti hajójuk az űrben, és közben Széltoló is hozzá segít.
Az Űrben a Hold felé tartanak, és eközben Sirius figyeli őket teleszkópjával. Mikor megérkeznek a Holdra, szörnyek és óriásdarazsak támadnak rájuk, de megmentik őket repülő madárformájú állatok. Egy holdkráterben, egy száj formájú bejáratú barlangnál, hangokat hallanak, és mindent amit mondanak visszhangzik. Mikor tovább mennek találkoznak a holdlakókkal. (A holdlakók megnevezve főzve lények, a Münchhausen báró kalandjai című könyv alapján.)
A holdlakók királyának katonái mutatják meg nekik a Hold várát. Hétfő az egyik holdakó katona elmeséli, hogy a holdlakók dióban születnek, és születésük után már megvan a maguk munkája. Jellegzetes tulajdonságuk, hogy három lábuk van és fejük elkülönülhet a testüktől. A Holdon egy vasúton is utaznak, miközben Nyargaló elfut előlük. Ezzel bizonyítják a földlakók is mire képesek. Mikor tovább mennek, a várba egy lépcső vezet fel, de egy csövön mennek fel, ami jó nagy szelet tud fújni.
A várban Nimródot kihívják egy harcra, amiben megküzd egy lovag holdlakóval, és mikor győz, a lovag holdlakó bánkódik, mivel vesztett a versenyen. Utána Nyargalót is kihívják egy futó versenyre, és egy futó holdlakóval versenyez.
A futó holdlakó egy szörny felett átugrik, majd nyargaló is átugrik felette. Csak nyargalót akarta elkapni a szörny, de nem sikerült elkapnia. Utána egy nyíláson is átbújnak, ami Nyargalónak kicsit nehezebben megy. Aztán egy ajtón is átmennek, amit a futó holdlakó kinyit, Nyargaló pedig átmászik felette. Végül egy csúcsos akadályon ugrik át a futó holdlakó, de Nyargaló megcsúszik rajta. Ekkor Fülelő megkéri Széltolót segítsen Nyargalónak, mivel a futó holdakó sem tartott be minden szabályt. Széltoló egy fújással átlöki Nyargalót a csúcsos akadályon, és a célba repíti, megelőzve ezzel a futó holdlakót.
Ezután Herkulest hívják ki egy birkózó versenyre. Muszkli az egyszemű, levegővel feltöltött robot párbajozik Herkulessel. Amíg birkóznak a közben Herkules a cseppkövekhez repíti a robotot, és beleakad egy cseppkőbe. Ezután a robot kilukad, és kijön belőle a levegő. Ezután bebizonyították a földlakók, hogy bátrak.
Közben más bolygókról is megtámadják a holdat gonosz hódítók, és a földlakók megmentik a holdakókat. Végül a holdlakók királya megjutalmazza a Münchausen bárót, és barátait az örök élet talizmánjával. Küld egyet jutalmul Siriusnak is, hogy felfedezte a holdlakók titkát.
A földlakók hazamennek, és a madárformájú repülő szörnyek segítenek nekik a hazajutásban. A Földre 1997-ben térnek vissza. Mikor hazaérnek, épp egy repülő húz el az égen. Münchausen báró és Sirius a csillagvizsgálóban pipáznak, és közben a barátaik is repülőkkel utaznak a csillagvizsgáló körül. Sirius tévéje három alkalommal látható: először és másodszorra adáshiba látható a képben, harmadszorra már tévéadás jelenik meg a képernyőn. A történet végén pedig Sirius és Münchausen báró táncolnak örömükben, és úgy tűnik, mintha a levegőben ugrálnának.

## Szereplők
| Szereplő                               | Eredeti hang | Magyar hang                                                                                           | Magyar hang                                                                                           |
| Szereplő                               | Eredeti hang | 1. szinkron (MOKÉP, 1983)                                                                             | 2. szinkron (Duna TV, 2010)                                                                           |
| -------------------------------------- | --- | --- | --- |
| Münchhausen báró                       | Dominique Paturel | Rátonyi Róbert                                                                                        | Szombathy Gyula                                                                                       |
| Münchhausen báró                       | Nagy mesélő és nagy utazó báró. Elhozza Siriusnak az örök élet talizmánját a Holdról. (A szerepet eljátszott rajzfigura karaktere Hieronymus Carl Friedrich von Münchhausent ábrázolja, aki a valóságban is élt.) | | |
| Sirius asztrológus                     | Pierre Destailles | Harkányi Endre                                                                                        | Szokol Péter                                                                                          |
| Sirius asztrológus                     | A csillagász, aki felfedezi, hogy van élet a Holdon, és a holdlakók egy titkot őriznek az élet talizmánját. | | |
| Nimród                                 | N/A | Márton András                                                                                         | Bardóczy Attila                                                                                       |
| Nimród                                 | Vadász, aki nagyon szemfüles, és nagyon jó a látása. Távolról is jól meglát mindent. A bárónak segít utazás közben. (A szerepet eljátszott rajzfigura karaktere egy mondabeli hőst ábrázol.)                      | | |
| Széltoló (1. szo.) Hurrikán (2. szo.)  | Georges Atlas | Gálvölgyi János                                                                                       | Hollósi Frigyes                                                                                       |
| Széltoló (1. szo.) Hurrikán (2. szo.)  | Jó nagy szelet tud fújni. A bárónak segít utazás közben. | | |
| Fülelő (1. szo.) Csupafül (2. szo.)    | N/A | Szacsvay László                                                                                       | Vincze Gábor Péter                                                                                    |
| Fülelő (1. szo.) Csupafül (2. szo.)    | Nagyon jó a hallása. Távolról meghallja a halk hangot is. A bárónak segít utazás közben. | | |
| Nyargaló (1. szo.) Nyakigláb (2. szo.) | N/A | Helyey László                                                                                         | Rajkai Zoltán                                                                                         |
| Nyargaló (1. szo.) Nyakigláb (2. szo.) | A kengyelfutó, aki nagyon gyorsan tud futni. A bárónak segít utazás közben. | | |
| Herkules                               | Jacques Marin | Vajda László                                                                                          | Vass Gábor                                                                                            |
| Herkules                               | Bátor ember, aki nagyon erős és izmos. A bárónak segít utazás közben. (A szerepet eljátszott rajzfigura karaktere egy mondabeli hőst ábrázol.)                                                                    | | |
| Hajóskapitány                          | N/A | Szersén Gyula                                                                                         | Végh Ferenc                                                                                           |
| Hajóskapitány                          | A hajó kapitánya, aki a hajót vezeti. Münchhausen báróval nem tart végig az utazása során. | | |
| Holdlakók királya                      | N/A | Szatmári István                                                                                       | Uri István                                                                                            |
| Holdlakók királya                      | A holdlakók királya, őrzi az örök élet talizmánját. Münchhausen bárónak és barátinak jutalmul ad egy örök élet talizmánt, és egyet küld Siriusnak is.                                                             | | |
| Holdlakók királynője                   | N/A | Esztergályos Cecília                                                                                  | Bíró Anikó                                                                                            |
| Holdlakók királynője                   | A holdlakók királyának felesége. | | |
| Hétfő (1. szo.) Holdfény (2. szo.)     | Philippe Castelli | Rajhona Ádám                                                                                          | Dányi Krisztián                                                                                       |
| Hétfő (1. szo.) Holdfény (2. szo.)     | Három lábú, két fehér szemű holdlakó, aki Münchhausen bárót és a barátait elsőként fogadja a holdon, és végig kíséri őket a királyi várig.                                                                        | | |
| Főzöld                                 | N/A | Surányi Imre                                                                                          | Papucsek Vilmos                                                                                       |
| Főzöld                                 | A vörös testű, bajuszos torz teremtmény, a nagyerősök vezére, a holdlakók legfőbb ellensége. | | |
| Neptunusz                              | Jacques Ciron | Peczkay Endre                                                                                         | Vári Attila                                                                                           |
| Neptunusz                              | A holdlakók királyának egyik tanácsadója. | | |
| Holdusz                                | Jacques Ciron | Antal László                                                                                          | Bodrogi Attila                                                                                        |
| Holdusz                                | A holdlakók királyának második tanácsadója. | | |
| Hold versenybíró                       | N/A | N/A                                                                                                   | Melis Gábor                                                                                           |
| Hold versenybíró                       | A holdlakók királyának zöld tógás versenybírója. | | |
| Matrózok                               | N/A | Incze József Usztics Mátyás Sörös Sándor Csere László                                                 | Bodrogi Attila Vári Attila Albert Péter Imre István                                                   |
| Matrózok                               | A kapitány emberei, akik Münchhausen báróval nem tartanak végig az utazása során. | | |
| Lovag holdlakó                         | Nimróddal kiáll egy lovagi harcra, amit végül nem nyer meg. | Nimróddal kiáll egy lovagi harcra, amit végül nem nyer meg.                                           | Nimróddal kiáll egy lovagi harcra, amit végül nem nyer meg.                                           |
| Futó holdlakó                          | Nyargalóval kiáll egy futóversenyre, amit végül nem nyer meg. | Nyargalóval kiáll egy futóversenyre, amit végül nem nyer meg.                                         | Nyargalóval kiáll egy futóversenyre, amit végül nem nyer meg.                                         |
| Muszkli                                | Három lábú, egy vörös szemű, robot holdlakó. Herkulessel kiáll egy párbajra, amit végül nem nyer meg. | Három lábú, egy vörös szemű, robot holdlakó. Herkulessel kiáll egy párbajra, amit végül nem nyer meg. | Három lábú, egy vörös szemű, robot holdlakó. Herkulessel kiáll egy párbajra, amit végül nem nyer meg. |

## Televíziós megjelenések
- 1. magyar szinkron: MTV-1, TV-2
- 2. magyar szinkron: Duna TV